# 신붓값
신붓값(영어: bride price) 또는 신부 지참금(bride-dowry)은 신랑이나 그의 가족이 결혼할 여자 또는 그녀의 가족에게 지불하는 돈, 재산, 또는 기타 형태의 부이다. 반대말은 아내의 가족이 신랑에게 지불하거나 신부가 새 가정을 꾸리는 데 사용하는 지참금(dowry)이다. 남편의 가족이 아내가 과부가 될 경우 부양할 목적으로 아내에게 주는 과부산권(dower)과는 구별되어야 한다.
신랑이 신붓값을 주거나 혼수를 챙겨야 하는 문화는 동아시아 여러 국가, 동유럽, 중동, 아프리카 일부 지역, 그리고 일부 태평양 섬나라 사회, 특히 멜라네시아 지역에서 행해지고 있다. 그 금액은 전통을 이어나가기 위한 작은 증표에 불과한 경우부터 거액을 지급해야 하는 경우까지 다양하다. 소수의 모계 문화권에서는 신랑이 결혼하기 위해 신부의 가족을 위해 일정 기간 일하는 신부 용역(bride service)이라는 풍습도 보인다.

## 사례

### 이슬람권
이슬람 법에서는 신랑이 혼인 성사 전에 신부에게 마흐르(مهر, mahr)라고 불리는 선물을 주도록 규정한다. 마흐르는 신부의 가족이 아닌 신부 본인이 간직한다는 점에서 특징적이며, 신붓값보다는 과부산권(寡婦産權, dower)에 더 가깝다는 해석도 있다.

### 중국
중국의 전통 사회에서는 길한 날을 정하여 혼담을 꺼내는 제친(提親) 문화가 있는데, 이때 두 가족이 만나 빙금(聘金)이라고 불리는 신붓값의 금액을 비롯한 사항을 논의한다. 결혼 몇 주 전의 과대례(過大禮) 중에 신랑과 중매쟁이는 신붓값과 함께 여러 선물을 가지고 신부의 친정을 방문하며, 결혼식 당일에 신부 가족은 호의의 표시로 신붓값 일부와 선물을 되돌려 준다.

## 같이 보기
- 지참금
- 혼수